# Trilobozoa
Los trilobozoos (Trilobozoa, gr. "animales trilobulados", o Triradialomorpha) son un filo extinto de animales caracterizado por presentar simetría trirradial. Predominaron durante el Ediacárico, antes de la explosión cámbrica en que aparecieron las modernas formas de vida animal.

## Características
Los trilobozoos más primitivos tenían el cuerpo en forma de disco, como es el caso de Tribrachidium. Por comparación con otros trilobozoos discoidales parece que los diferentes modelos de "brazos" de cada especie se deben en realidad a diferentes estadios de desarrollo.
Los trilobozoos más derivados (y mucho más duraderos) tenían forma de cono, como el género Conularia, y poseían estructuras similares a una concha cónica con tendencia a presentar cuatro esquinas. No obstante, la ausencia de septos y otras características obligan a descartar la idea de que los trilobozoos eran antozoos, como se pensó al principio.

## Afinidades
La afinidades de este grupo son motivo de debate. Ivantsov & Fedonkin (2002) los consideran miembros del filo Cnidaria y los conuláridos serían el grupo hermano de los actuales escifozoos. Sin embargo, son solo superficialmente similares a los cnidarios, y su forma simple y primitiva cercana a un disco recuerda a los vendobiontes.

## Galería

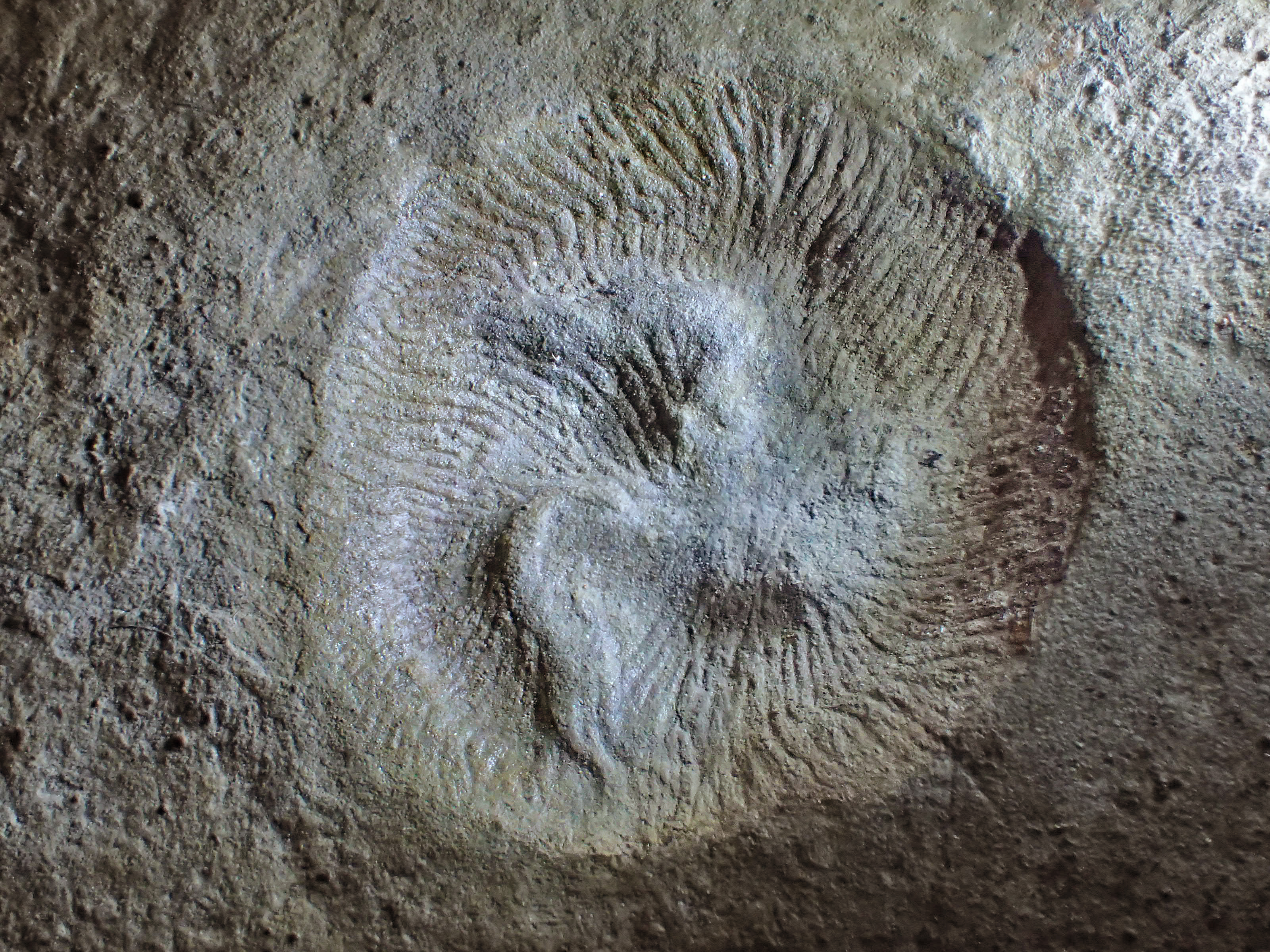
Tribrachidium
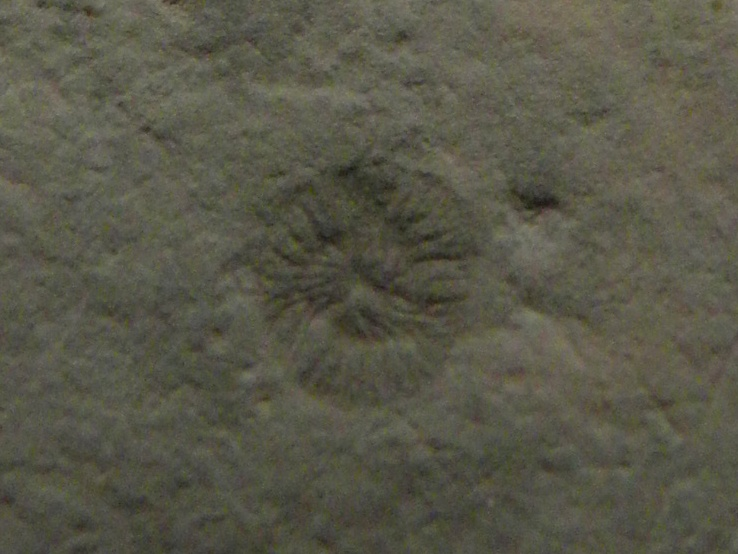
Albumares
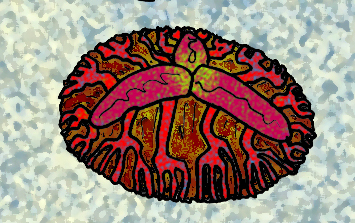
Anfesta
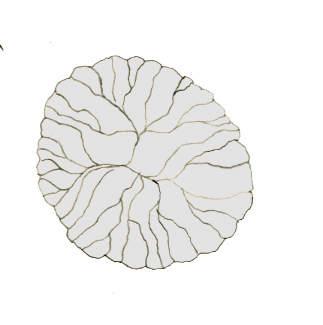
Rugoconites